# Episodi de Schlosshotel Orth (quinta stagione)
La quinta stagione della serie televisiva Schlosshotel Orth è stata trasmessa in anteprima in Germania dalla ZDF tra il 5 gennaio 2001 e l'8 giugno 2001.
| nº | Titolo originale     | Titolo italiano | Prima TV Germania | Prima TV Italia |
| -- | -------------------- | --------------- | ----------------- | --------------- |
| 1  | Die Königskinder     | Inedito         | 5 gennaio 2001    | Inedito         |
| 2  | Der Zimmertausch     | Inedito         | 2001              | Inedito         |
| 3  | Das Geheimnis        | Inedito         | 2001              | Inedito         |
| 4  | Späte Rache          | Inedito         | 2001              | Inedito         |
| 5  | Starke Konkurrenz    | Inedito         | 2001              | Inedito         |
| 6  | Bittere Wahrheit     | Inedito         | 2001              | Inedito         |
| 7  | Gewissensbisse       | Inedito         | 2001              | Inedito         |
| 8  | Der Aussteiger       | Inedito         | 2001              | Inedito         |
| 9  | Der besondere Gast   | Inedito         | 2001              | Inedito         |
| 10 | Der tragische Unfall | Inedito         | 2001              | Inedito         |
| 11 | Erinnerungen         | Inedito         | 30 marzo 2001     | Inedito         |
| 12 | Neue Aufgaben        | Inedito         | 6 aprile 2001     | Inedito         |
| 13 | Gefährliche Intrigen | Inedito         | 20 aprile 2001    | Inedito         |
| 14 | Falsche Freunde      | Inedito         | 27 aprile 2001    | Inedito         |
| 15 | Geheime Verbindungen | Inedito         | 4 maggio 2001     | Inedito         |
| 16 | Vertrauenssache      | Inedito         | 11 maggio 2001    | Inedito         |
| 17 | Große Erwartungen    | Inedito         | 18 maggio 2001    | Inedito         |
| 18 | Verbotene Liebe      | Inedito         | 25 maggio 2001    | Inedito         |
| 19 | Himmelsmächte        | Inedito         | 1º giugno 2001    | Inedito         |
| 20 | Die Überraschung     | Inedito         | 8 giugno 2001     | Inedito         |